# Kamaladinni, Gokak
Kamaladinni là một làng thuộc tehsil Gokak, huyện Belgaum, bang Karnataka, Ấn Độ.